# Herbal Ecstasy

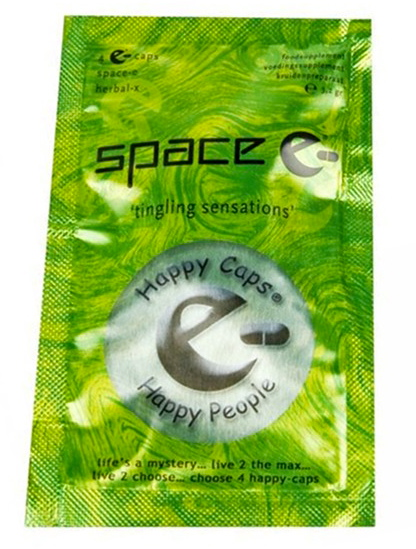
Verpackung Herbal Ecstasy

Als Herbal Ecstasy bezeichnet man psychoaktive und aufputschende Drogen, welche aus Kräutern und Pflanzen hergestellt werden. Meist werden verschiedene Pflanzen im unverarbeiteten oder verarbeiteten Zustand gemischt, um eine bestimmte Rauschwirkung zu erzielen.

## Wirkstoffe
Herbal Ecstasy ist eine Mischung aus verschiedenen pflanzlichen Wirkstoffen mit vorwiegend anregender Wirkung. Aufgrund der vielen Wirkstoffe sind die Strukturformeln nur zum Teil bekannt. Die Rauschwirkung und die Nebenwirkungen sind abhängig von den jeweils vorkommenden Zutaten.
Bestandteile/Wirkstoffe von Herbal Ecstasy sind unter anderem:
- Coffein, Guaraná oder Kolanuss[1]
- Herba Ephedrae, Sandmalve oder Ephedrin[1][2]
- Ginseng[3]
- Ginkgo[2]
- Gotu Kola
- Grüntee[2]
- Kalmus
- Kawa-Kawa[1]
- Khat[4]
- Muskatnuss[2]
- Piperazin-Derivate[5]
- verschiedene Aminosäuren oder Taurin
- Samen der Hawaiianischen Holzrose[6]

## Geschichte
Nach dem Verbot von Ecstasy wurde durch einen amerikanischen Hersteller die dadurch entstandene Marktlücke mit Herbal Ecstasy gefüllt. Durch den Zusatz Herbal wurde unmissverständlich auf einen pflanzlichen Ursprung hingewiesen. Der Hauptwirkstoff von Herbal Ecstasy ist meist Coffein. Bis 1996 enthielt Herbal Ecstasy den Wirkstoff Ephedrin, der aufgrund von Berichten über ephedrinbedingte Todesfälle im Zusammenhang mit dem Konsum von Herbal Ecstasy durch Kawa-Kawa, ein pflanzliches Beruhigungsmittel mit geringer antidepressiver Wirkung, ersetzt wurde. Allerdings gab es bei Kawa-Kawa einige tödliche Zwischenfälle, so dass seit dem Anfang des 21. Jahrhunderts immer öfter Sandmalve (Sida cordifolia) in Herbal Ecstasy zu finden ist. Da von einigen Sida-Pflanzenarten bekannt ist, dass sie Leberschäden verursachen können, kann davon ausgegangen werden, dass sich die Zusammensetzung erneut ändern wird.
Der Ethnopharmakologe Christian Rätsch resümierte, legales Herbal Ecstasy wäre nach dem Wegfall des zuvor enthaltenen Ephedrins zu einem teuren Placebo geworden.

## Anwendung
Herbal Ecstasy wird in der Regel in Tablettenform angewendet und hat pharmakologisch wenig mit Ecstasy gemein. Die Einnahme erfolgt somit peroral.

## Wirkungen
Herbal Ecstasy ist meistens ein leicht antriebssteigerndes und appetitzügelndes Mittel. In der Partyszene dient es so wie Ecstasy dazu, die natürliche Müdigkeit zu unterdrücken und den Kontakt zu anderen Personen zu erleichtern. Bei höheren Dosierungen sind Schlafstörungen und Angstzustände nicht auszuschließen. Bei chronischem Konsum kann es zu Schlafstörungen und Nervosität, in seltenen Fällen auch zu Angstzuständen kommen.

## Rechtslage
Aufgrund der unterschiedlichen Inhaltsstoffe von verschiedenen Herbal Ecstasys ist die Einordnung, wie auch bei anderen Legal Highs, ob es sich um eine legale oder illegale Droge handelt, nicht generell möglich, sondern abhängig von den jeweiligen Zutaten.